# Dom Oficerski na Rynku Głównym w Krakowie
Dom Oficerski – budynek dla oficerów pełniących służbę w pobliskim odwachu, zlokalizowany na krakowskim rynku, przylegał do Kramów Szewskich, które bezpośrednio przylegały do krakowskich sukiennic. Zbudowany został w ósmej dekadzie XVII wieku, zburzony w początkowych latach XIX wieku.